# Herminodes
Herminodes là một chi bướm đêm thuộc họ Erebidae.